# Vrouw van Haraldskær

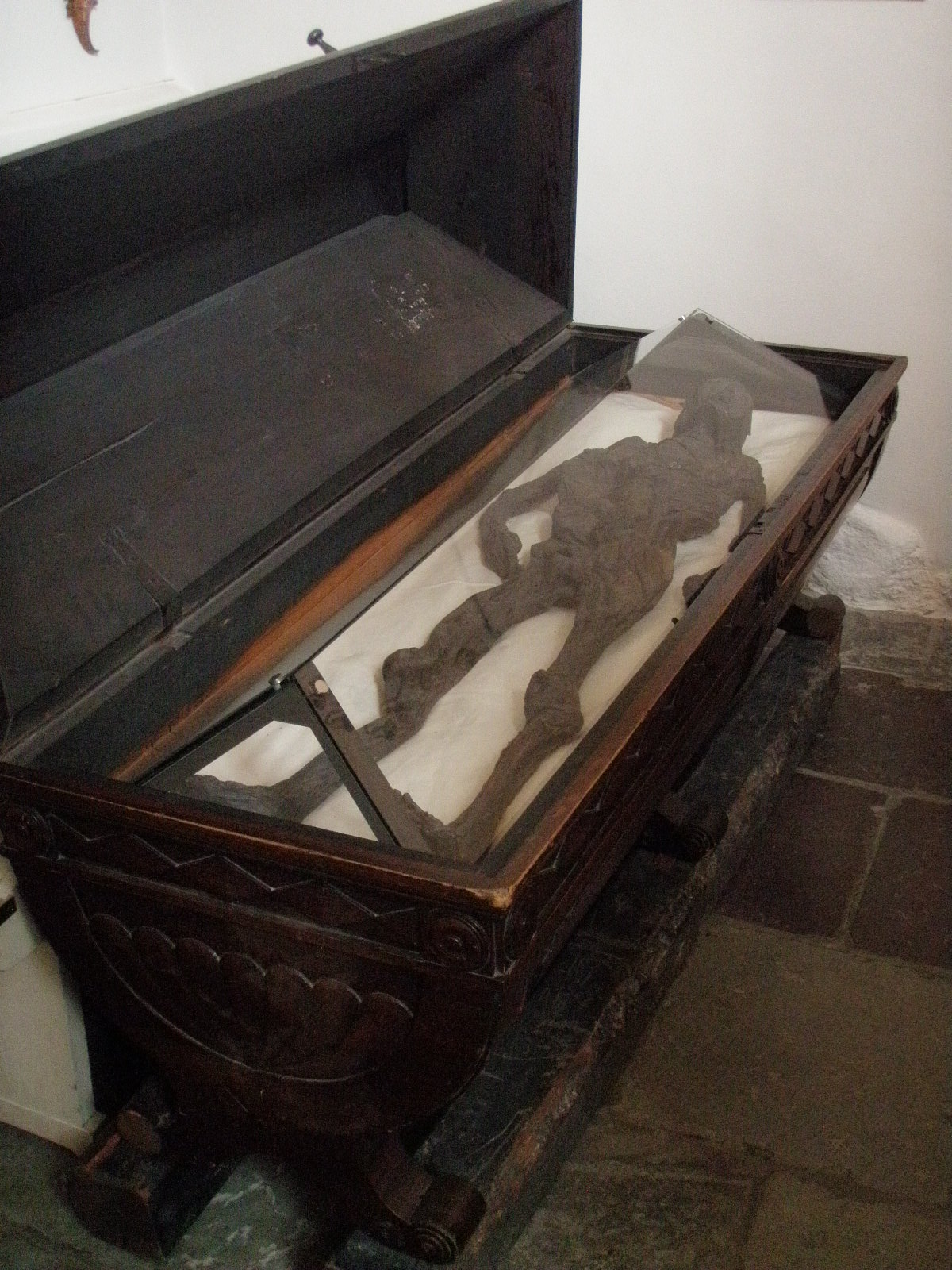
De vrouw van Haraldskær in de Sint-Nicolaaskerk van Vejle

De vrouw van Haraldskær is een veenlijk uit de pre-Romeinse ijzertijd, dat in 1835 werd aangetroffen in het moeras nabij het landgoed Haraldskær, behorend bij het dorp Skibet, circa 6 kilometer ten westen van Vejle in Denemarken. Het lijk werd een tijd lang voor het stoffelijke overschot van koningin Gunnhild Gormsdottir gehouden.

## Ontdekking
Het overschot werd op 20 oktober 1835 aangetroffen door arbeiders die een sloot uitgroeven. De anaerobe omstandigheden in de ondergrond zorgden voor een uitzonderlijk goede conservering. Het lijk lag op de rug en was in het turf bevestigd met haken over de knieën en ellebogen. Over de borst en het onderlichaam lagen dikke takken die eveneens met haken waren bevestigd. De vrouw lag met haar hoofd in oostelijke richting, kijkend naar het westen. Haar huid was volkomen intact; ze droeg geen kleren, maar er lagen een lederen mantel en drie wollen kledingstukken op het lijk. Dit veenlijk is een van de eerste die door wetenschappers geborgen en onderzocht konden worden. Het lijk werd tot voor kort in een glazen kist in de Sint-Nicolaaskerk van Vejle tentoongesteld. Anno 2018 wordt het aan het publiek getoond in het Cultural Museum Spinderihallerne.

## Vroege speculaties omtrent haar identiteit

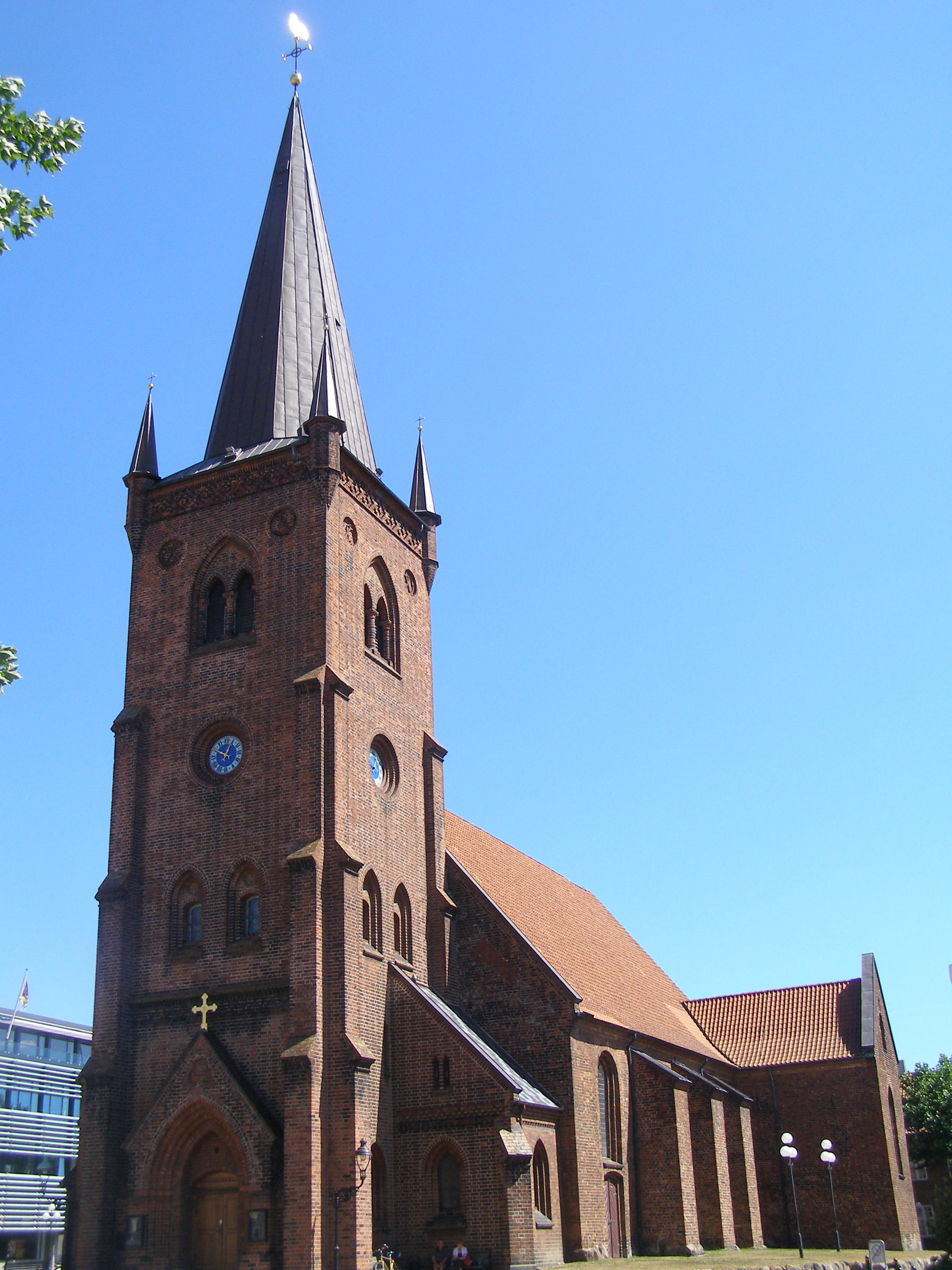
Sint-Nicolaaskerk van Vejle

Aanvankelijk bestond het vermoeden dat de vrouw Gunnhild was, koningin van Noorwegen, die met Erik I, genaamd Bloedbijl, was gehuwd. Volgens de Jomsvikingensaga zou Harald I van Denemarken Gunnhild hebben laten vermoorden en begraven in het veen; dit werd ondersteund door het feit dat er een kostbaar gewaad op het lijk lag en het veen waarin ze gevonden werd in vroeger tijden Gunnelsmose (‘moeras van Gunnhild’) werd genoemd. Het riddergoed Haraldskær zou daarenboven door Harald gesticht zijn en bevindt zich niet ver van Jelling, de oude koningszetel. De overtuiging dat men het lijk van Gunnhild gevonden had, was dermate sterk dat Koning Frederik VI van Denemarken de eikenhouten kist liet vervaardigen, waarin het overschot tot op heden bewaard wordt. Volgens hedendaagse inzichten is Gunnhild evenwel op de Orkney-eilanden gestorven.
De jonge student Jens Jacob Worsaae, die een der grondleggers van de moderne stratigrafie zou worden, betwistte dat het lijk dat van Koningin Gunnhild was en stelde daarentegen dat het een overschot uit de pre-Romeinse ijzertijd betrof, hetgeen tot een heftige controverse leidde. Dit werd uiteindelijk pas in 1977 middels C14-datering bevestigd, waaruit bleek dat de vrouw ongeveer uit 490 v.Chr. stamt.
Door de grote populariteit van het lijk werd het zorgvuldig behandeld, waardoor de vrouw van Haraldskær in duidelijk betere staat verkeert dan de man van Tollund, die van aanzienlijk recentere datum is en pas in 1950 werd aangetroffen, maar door slechte conserveringstechnieken nog slechts in bepaalde lichaamsdelen goed bewaard is. Ondanks de niet-koninklijke afstamming van de vrouw wordt ze nog steeds in het dwarsschip van de Sint-Nicolaaskerk te Vejle opgebaard.

## Bevindingen

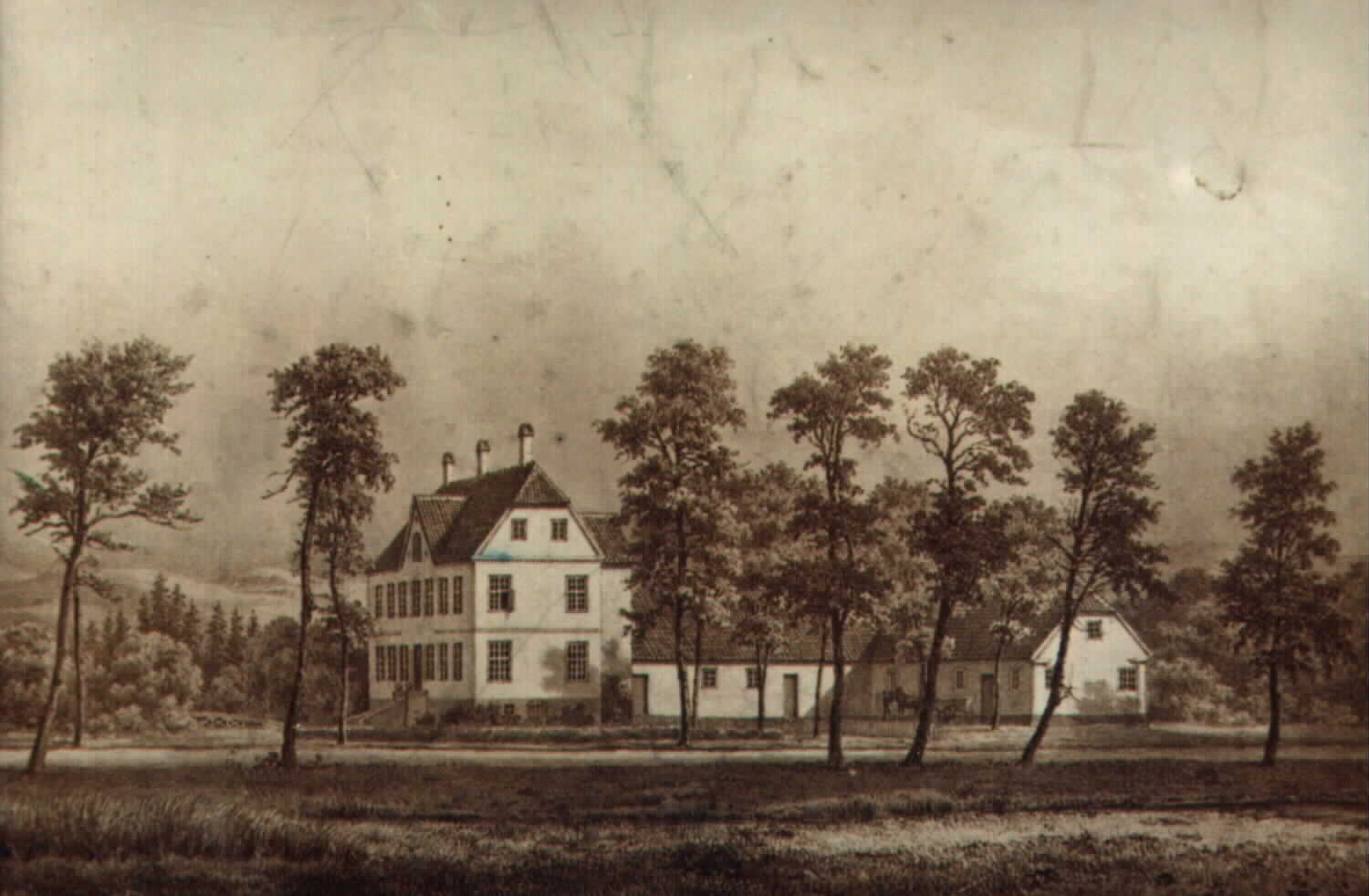
Het landgoed Haraldskær anno 1857

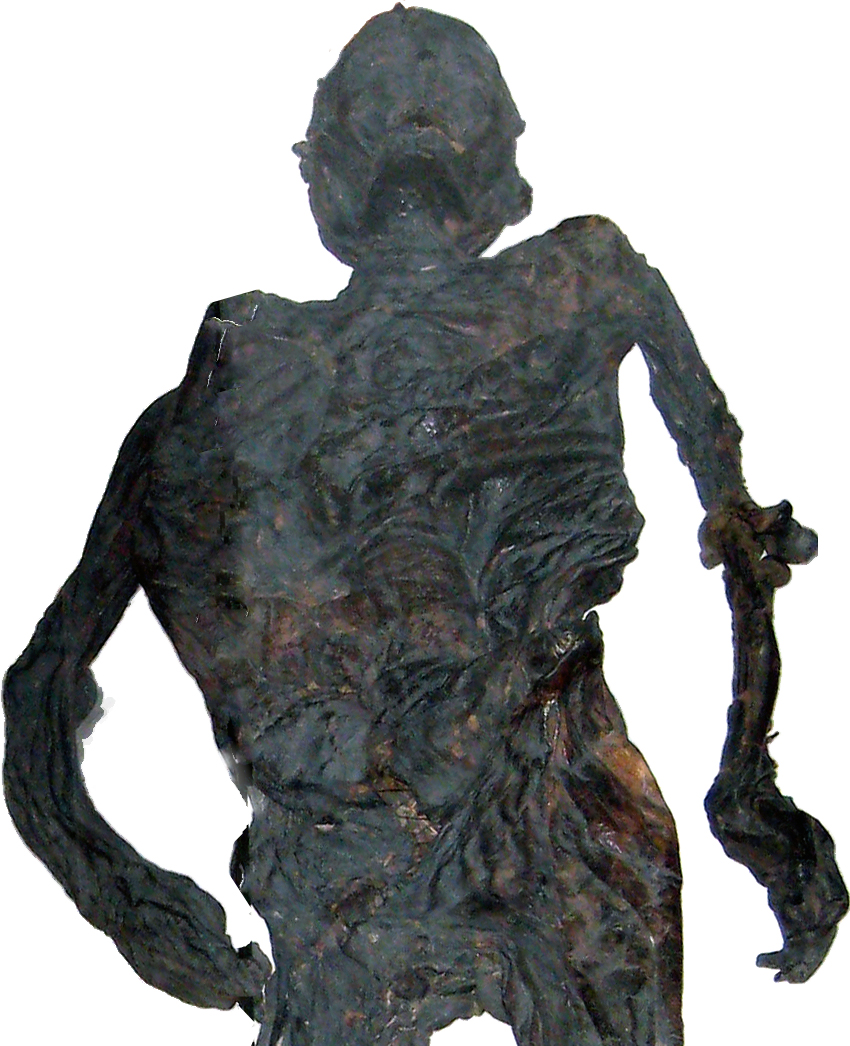
De vrouw van Haraldskær in 2008

De vrouw van Haraldskær, die aanvankelijk voor ongeveer 50 jaar oud werd gehouden, is volledig bewaard in haar skelet, huid en interne organen. Om al haar gewrichten zit een dunne laag droge huid. Haar huid vertoonde op bepaalde plaatsen dikke rimpels, wat erop wijst dat ze wellicht tamelijk corpulent was, waardoor ook haar borsten goed bewaard zijn. Haar lange haren en huid zijn door de tannine in het humuszuur donkerbruin verkleurd. Ze had nog al haar tanden en verkeerde in het algemeen in een goede gezondheidstoestand. Haar beenderen vertonen geen tekenen van artritis of noeste lichamelijke arbeid. Eén knie had sporen van een steekwonde door een puntig voorwerp.
Anno 1979 werd het lijk in het universitair ziekenhuis van Aarhus aan een nader forensisch onderzoek onderworpen. Op dat moment was de vrouw gekrompen door toedoen van verdere uitdroging, waardoor ze nog 1,33 meter mat, terwijl ze bij haar ontdekking nog 1,50 meter groot was geweest. Een computertomografie van haar schedel wees uit dat ze hooguit 40 was op het tijdstip van haar overlijden.
Een nieuw forensisch onderzoek werd in 2000 uitgevoerd door Lone Hvass van het museum van Helsingør, Miranda Aldhouse-Green van de Universiteit van Cardiff en het instituut voor forensische geneeskunde van de Universiteit van Aarhus. Haar maaginhoud bestond uit ongepelde gierst en braambessen. Haar hals vertoonde indrukken van een koord, hetgeen erop wijst dat de vrouw gewurgd of opgehangen werd. Op 1 april 2005 werd het lijk nogmaals onderzocht.

## Kleding
Naast het lijk werden diverse kledingresten uit dierlijke grondstoffen gevonden, waaronder een pelsmantel die was aaneengenaaid uit vele afzonderlijke stukken vacht. Vergelijkbare mantels werden onder andere ook aangetroffen bij de vrouw van Elling, de jongen van Kayhausen, het meisje van Dröbnitz of de man van Jührdenerfeld. Voorts lagen er drie kledingstukken van schapenwol in het graf. Deze textielstukken waren versierd met erin verweven donkere patronen en met franjes. Of het lijk oorspronkelijk naakt in het veen terechtkwam, is niet bekend; eventuele kledij van linnen of neteldoek zou door de zure ondergrond van het veen vernietigd zijn. Er werd een haarnet aangetroffen dat met de sprangtechniek was vervaardigd, maar dit kan niet met zekerheid aan de vrouw van Haraldskær worden toegewezen.

## Duiding
Op grond van de zorgvuldige begrafenis van het lijk in een periode waarin in deze regio de brandrestengraven gemeengoed waren, gaan wetenschappers ervan uit dat de vrouw van Haraldskær een offer dan wel een rituele doding was.

## De vrouw van Haraldskær in de literatuur
De schrijver en amateurarcheoloog Steen Steensen Blicher was in 1836 een der eerste bezoekers van de archeologische vindplaats. Deze vondst inspireerde hem tot zijn novelle Grovhøjen, een parodie over een vervalst prehistorisch graf. In 1841 was hij evenwel van mening veranderd en publiceerde hij zijn gedicht Dronning Gunhild (‘koningin Gunnhild’), een elegie over de dode koningin in het veen. De Deense dramaturg Jens Christian Hostrup, een vriend van de archeoloog Worsaae, maakte anno 1846 van de controverse omtrent de identiteit van het veenlijk gebruik voor zijn komedie En Spurv i Tranedans (‘een mus in de kraanvogeldans’), waarin een intrigant van koningin Gunnhild een magische ring ontvangt die alle mensen blind voor zijn handelen maakt.